# ماجي روسويل
ماجي روسويل (بالإنجليزية: Maggie Roswell)‏ هي ممثلة أمريكية، ولدت في 14 نوفمبر 1952 بلوس أنجلوس في الولايات المتحدة.

## أعمال

### مسلسلات
- ذا سيمبسونز
- سلاحف النينجا

## وصلات خارجية
- ماجي روسويل على موقع IMDb (الإنجليزية)
- ماجي روسويل على موقع ألو سيني (الفرنسية)
- ماجي روسويل على موقع أول موفي (الإنجليزية)
- ماجي روسويل على موقع قاعدة بيانات الأفلام السويدية (السويدية)
- ماجي روسويل على موقع قاعدة بيانات الفيلم (الإنجليزية)
- ماجي روسويل على موقع كينوبويسك (الروسية)